# Bratca, Bihor
Bratca (în maghiară Barátka, în germană Kreuz) este satul de reședință al comunei cu același nume din județul Bihor, Crișana, România.
Localitatea Bratca este atestată documentar din anul 1435. La început se numea Brata.
Din vechi documente aflăm că pe la anul 1470 iobagii români apartinatori de domeniul Sinteu, aflat sub stăpânirea familiei Bánffi de Losonc, au defrișat câteva hectare de pădure si au înființat un sat nou, Wybrathka. Prin urmare, cu siguranta satul Bratca dateaza din prima jumatate a sec. XV. Aceasta asezare a fost dintotdeauna un sat românesc. Dintr-un recensamant facut in anul 1552 rezulta ca aici era un satuc cuprinzand trei porti proprietate a familiei Dragffi. La 1604 turcii cuceresc orasul Oradea si se intind pe valea Crisului Repede, spre Salonta, spre Beius, in final au ocupat toata Crisana. Aceasta stapanire a tinut pana la 1692. 
La 1712-1713 Bratca apartinea fiscului regal, iar in anii 1719-1720 este stapanita de George Banffy. In anul 1773 Bratca figureaza intre comunele romanesti din plasa Oradea avand si doua mori de apa. La 1851 Bratca era "sat valah" in circumscriptia nobila a Borodului, cu peste 300 de locuitori "de credinta veche" si cu "biserica-mama".
Din marele Dictionar intocmit de Dr. C. Diaconivich rezulta ca la sfarsitul secolului XIX Bratca avea 276 de case cu 1225 de locuitori din care 1227 romani greco-ortodocsi iar 28 erau maghiari. Se mentioneaza, de asemenea, existenta unei biserici din lemn, "scoala in regula" cu un teritoriu de 4647 jugare, cu paduri seculare, "indistrie de casa si de lemn, prasire de vite, pomarit". Exista deja din 1870 o stație de cale ferată precum și oficiu telegrafic și poștal.

## Obiective turistice
- Peștera cu apă din Tipleoaia

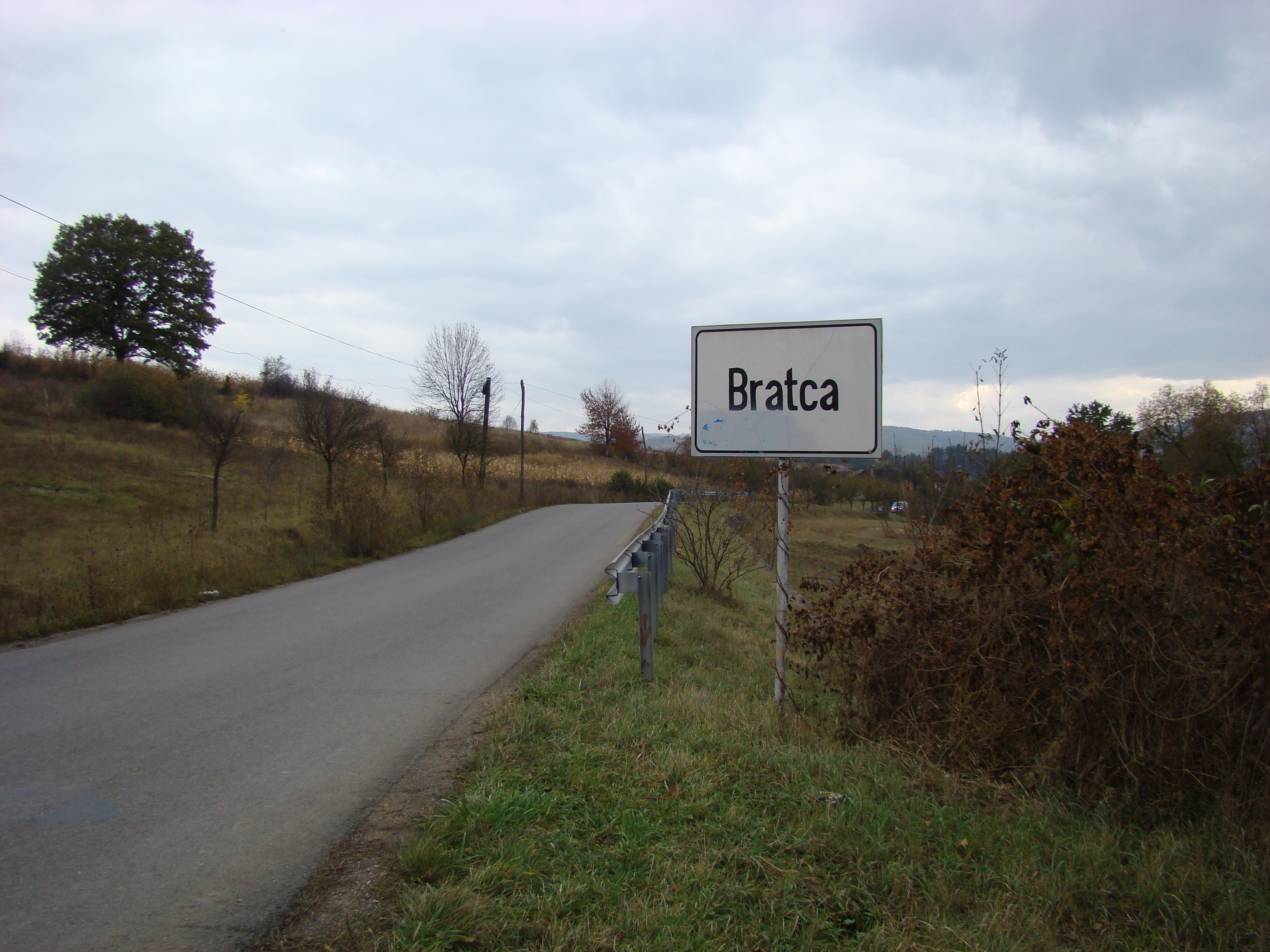
Bratca

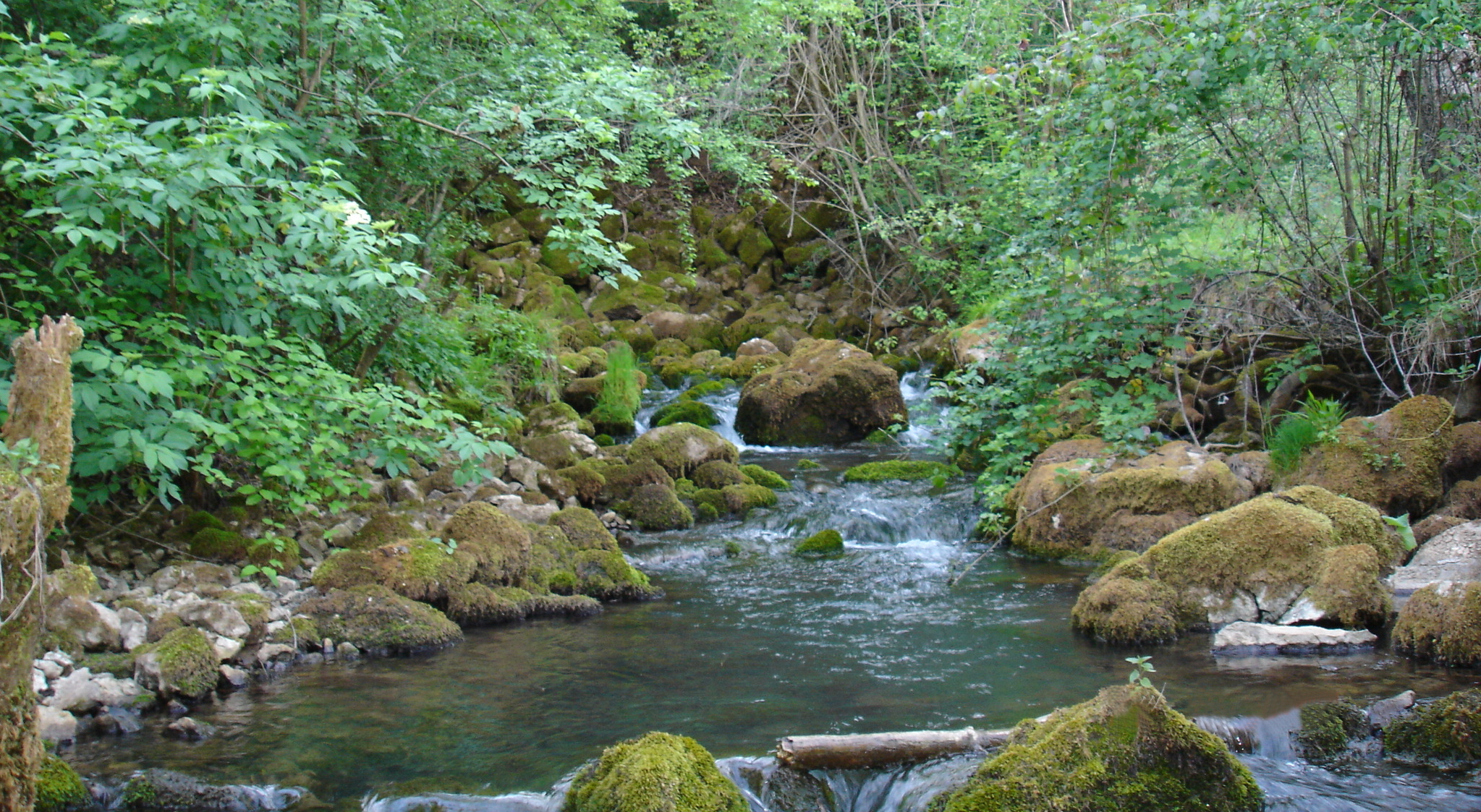
Pârâul Boiului

Are aproximativ 35 m lungime, la o altitudine de 380 m pe versantul stâng al Crișului Repede în coasta Dealului Tipleului, izvor permanent de apă. Este săpată în calcare jurasice și nu dispune de formațiuni de stalactite și stalagmite. Aici au fost descoperite unelte din cremene din paleoliticul mijlociu și o așchie obsidiană. Intrarea are 4m înălțime, destul de bine luminată. 
- Peștera Câmpu Ciunii

Pe versantul drept al Bratcutei, la cca. 30 m de firul văii, se deschide o peșteră puțin adâncă într-un perete înalt de stâncă. Localnicii îi mai spun "Peștera colorată". In apropriere se află locul numit Preluca Ciunii.
- Peștera Deli Sferli

Este situată în cătunul Tipleoaia, în apropriere de Peștera cu Apă sau Peștera Marzu, este mai mult o grotă.
- Peștera de la Sancuta din Poiana Bratca

Este cunoscuta din anul 1985 si are o lungime de peste 4 km, ocupând locul 9 intre peșterile din munții Apuseni. Se găsește între Valea Rusului si Valea Boiului in catunul Poiana Bratca. Galeria are o denivelare de 295 m de la suprafață, din acest punct se situează pe locul 2. Este accesibilă doar persoanelor cu echipament adecvat pentru a putea coborî. De la suprafata traseul urmeaza cateva puturi pana la galeria in plan orizontal care devine destul de spectaculoasa prin formatiuni de stalactite si stalagmite, hornuri, marmite de evorsiune si cascade, una dintre aceste caderi de apa fiind de 15 m inaltime.
- Rezervația fosiliferă de la Valea Crișului

În satul Valea Crișului se găsește o interesantă zonă de atracție pentru vizitatori prin așa-numitele "calcare cu hipuriti", animale care aparțin genului lamelibranhiatelor care au trăit in cretacicul superior și care s-au pietrificat în decursul mileniilor. Pe o suprafață de câteva hectare, la ieșirea din sat spre Piatra Craiului, încadrat de Pârâul Negru și afluentul sau din stânga, Pârâul Gavrilos, partea superioara a Valenegrutii, acest zacamant de calcare a fost declarat monument al naturii si este ocrotit de lege. Localnici îl numesc "La Pietrele de Moara".
- Cheile Bratcutei

În aval, acolo unde Valea Rusului este preluată de apele Bratcutei, pe o distanță de 5 km, se desfășoară într-un peisaj pitoresc, Cheile Bratcutei care se caracterizează printr-o bogată vegetație arboricolă.

## Galerie de imagini

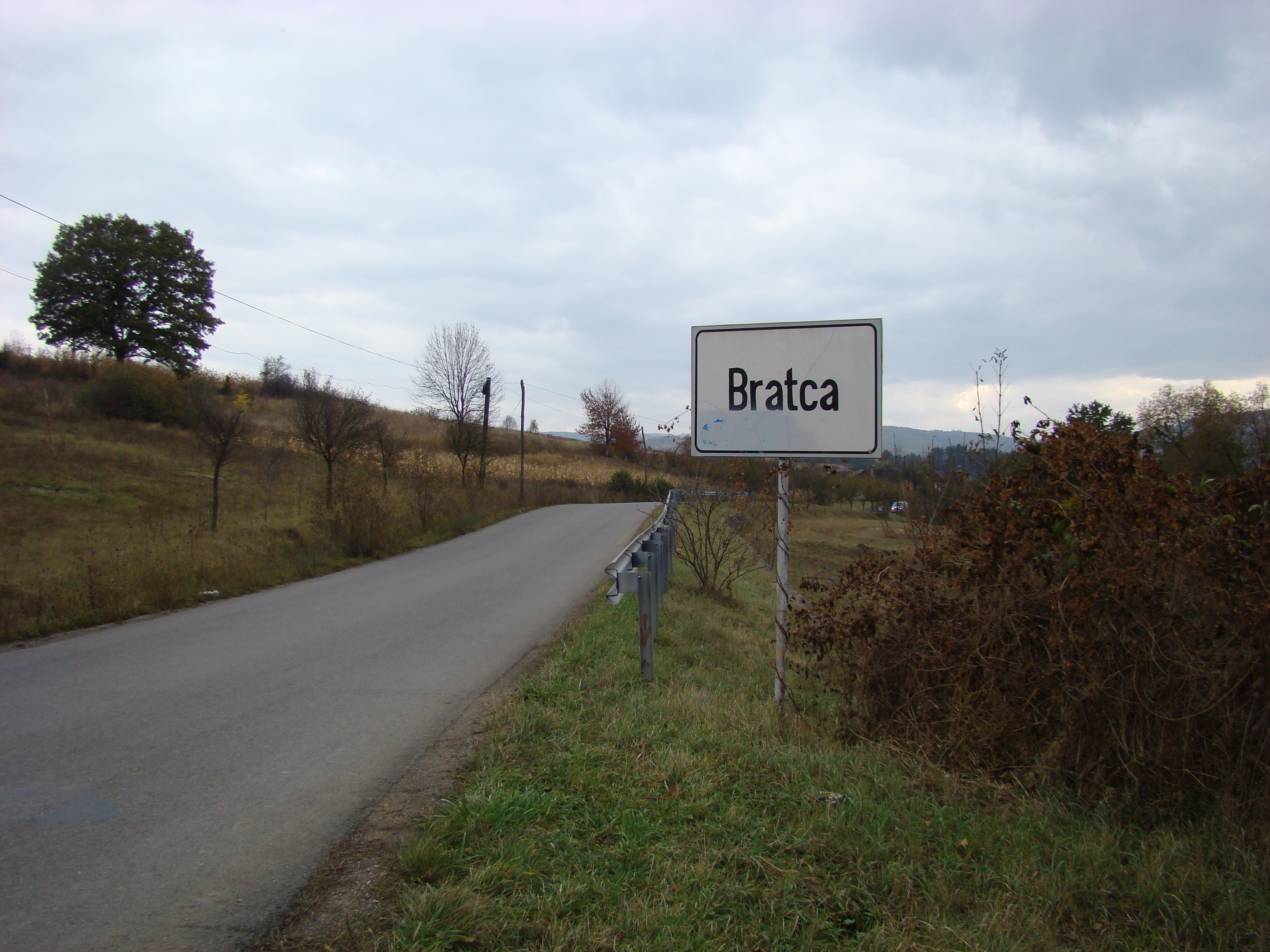
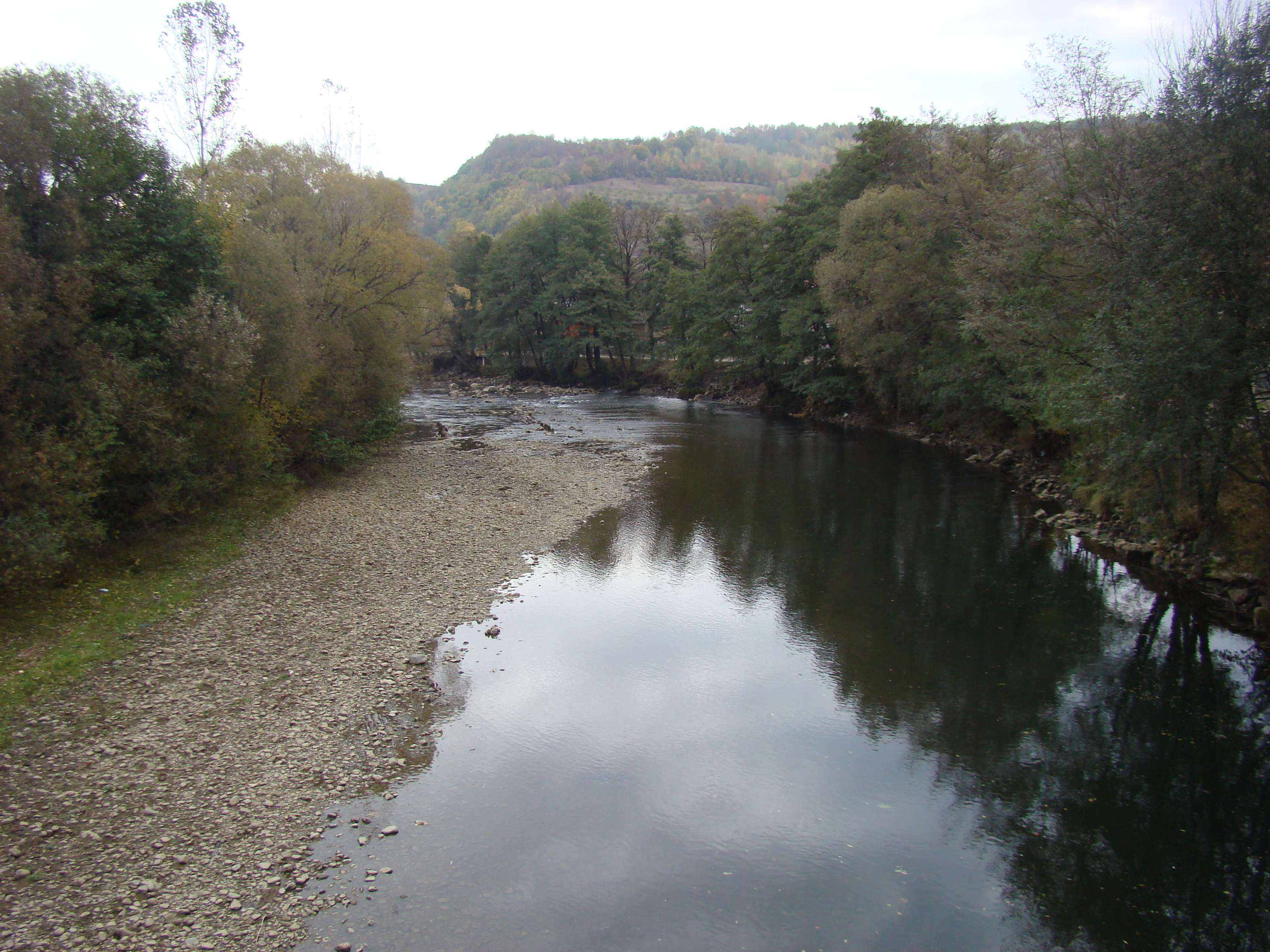